# Erftmühlengraben
Der Erftmühlengraben ist ein Kanal rund um die historische Altstadt von Neuss. Er befand sich einst zwischen zwei Ringen von Stadtmauern.
Er zweigt von der Obererft im östlichen Teil des Neuen Stadtgartens zwischen Stadthalle und Rosengarten nach links und Nordwesten ab. Er verläuft entlang des Wierstraetwegs mit der Alten Post und des Hamtorwalls. Beim Platz am Niedertor endet der offene Lauf.
Nach einer historischen Stadtkarte von 1920 wendet er sich danach in unterirdischem Lauf nach rechts und fließt zwischen der Hafenstraße und der damaligen Rheinwallstraße weiter bis ins Becken I des Neusser Hafens. Insgesamt hat er damit eine Länge von rund 1,8 km und ein absolutes Gefälle von unter 7 Höhenmetern, also unter 4 ‰ mittleres Sohlgefälle.
Der Kanal und sein Einzugsgebiet liegen im Unterraum Neußer Terrassenleiste (!) des Naturraums Mittlere Niederrheinebene im  Niederrheinischen Tiefland.

### TIM
Amtliche Online-Karte mit passendem Ausschnitt: Offener Erftmühlengrabenlauf in Neuss

Allgemeiner Einstieg ohne Voreinstellungen: Topographisches Informationsmanagement, Bezirksregierung Köln, Abteilung GEObasis NRW (Hinweise)
1. ↑  Quellhöhe nach dem Höhenlinienbild bei stärkerer Vergrößerung.
2. ↑  Mündungshöhe nach der Höhenbeschriftung fürs Hafenbecken I.
3. ↑  Länge abgemessen von Abzweig bis Hafenbecken I mit der unterirdischen Trasse nach der historischen Karte von 1920.

### Andere
1. ↑  Unterirdischer Unterlauf und Mündungslage nach einer geosteten Stadtkarte von Neuss von 1920.
2. ↑  „Ein aufschlussreicher Graben“, www.rp-online.de vom 29. Januar 2008.
3. ↑  Karlheinz Paffen, Adolf Schüttler, Heinrich Müller-Miny: Geographische Landesaufnahme: Die naturräumlichen Einheiten auf Blatt 108/109 Düsseldorf/Erkelenz. Bundesanstalt für Landeskunde, Bad Godesberg 1963. → Online-Karte (PDF; 7,1 MB)